# Delta Lupi
Désignations
Delta Lupi (δ Lup / δ Lup) est une étoile de 3e magnitude de la constellation du Loup. D'après la mesure de sa parallaxe annuelle par le satellite Hipparcos, elle située à approximativement 900 années-lumière de la Terre.
Delta Lupi est une sous-géante bleue-blanc de type spectral B1,5IV. C'est une étoile variable de type Beta Cephei, dont la magnitude apparente varie entre 3,20 et 3,24 selon une période de 0,165 jour. Elle est membre du sous-groupe Haut-Centaure Loup de l'association Scorpion-Centaure, qui est l'association d'étoiles massives de types O et B la plus proche du Système solaire.